# Luigi Zanetti

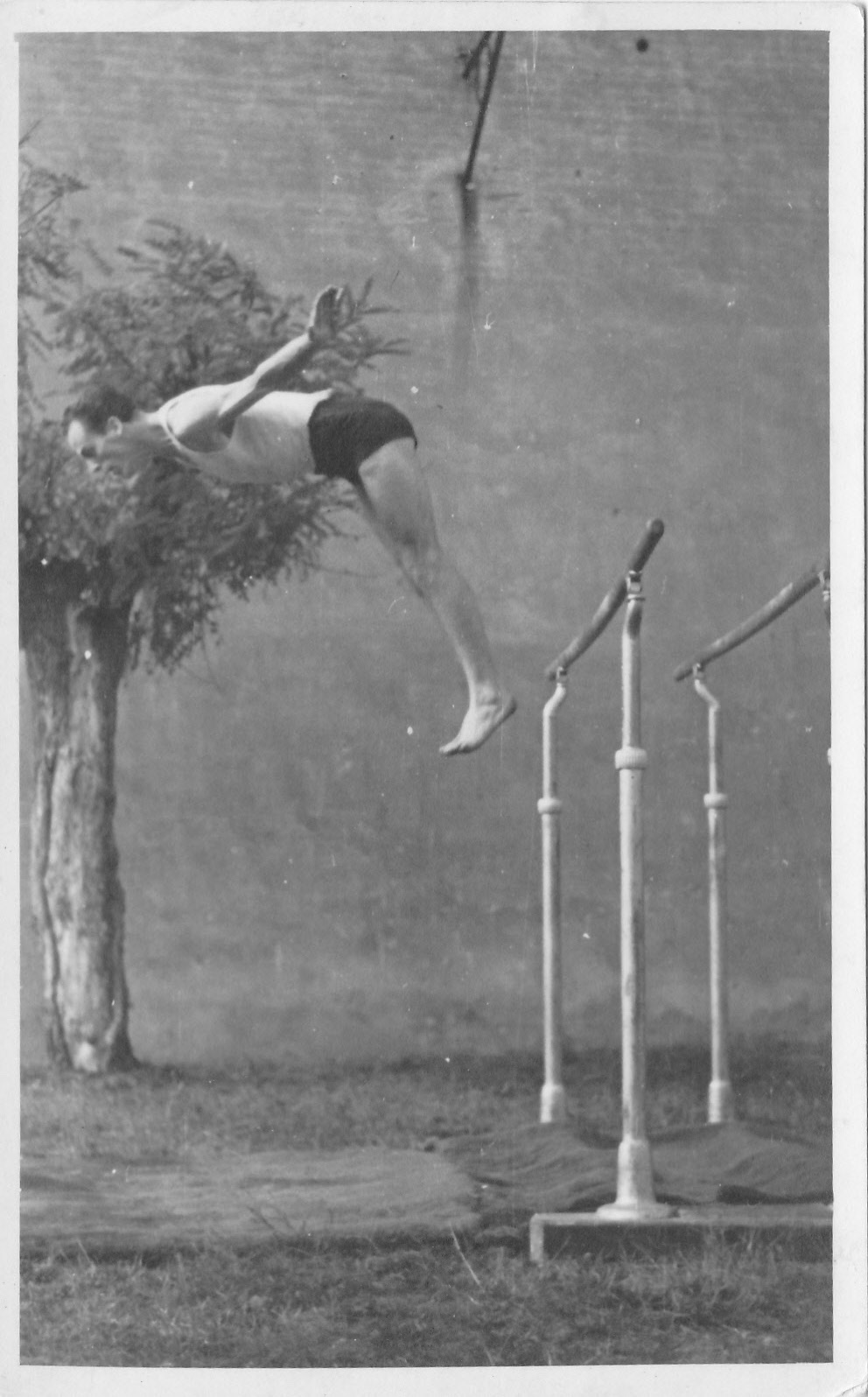
Foto d'archivio di famiglia Zanetti

Luigi Zanetti (Padova, 20 settembre 1921 – Prato, 8 giugno 2008) è stato un ginnasta italiano.

## Biografia
Prese parte ai Giochi Olimpici di Londra nel 1948, dove ottenne il quinto posto nella gara a squadre. Durante la premiazione della competizione individuale del cavallo con maniglie gli venne consegnata la medaglia di argento. Arrivò secondo nel Concorso Internazionale di Grenoble del 1947. Ha partecipato anche all'Olimpiade di Helsinki del 1952.
Ha ricoperto vari incarichi nella Federazione a livello regionale, ed è stato anche Direttore Tecnico Nazionale di Giuria.
È noto anche per aver scoperto e allenato Jury Chechi.

## Premi e riconoscimenti
- “Campione d'Italia 1940”
- “Argento al volteggio Olimpiadi di Londra 1948”
- ”Campione del Mediterraneo 1955”